# Anticoma bastian
Anticoma bastian is een rondwormensoort uit de familie van de Anticomidae.